# 旧北岡田家住宅
旧北岡田家住宅（きゅうきたおかだけじゅうたく）は、岐阜県揖斐郡大野町にある明治時代から大正時代の農家の建物。主屋、離れ、米蔵、道具蔵、東納屋、北納屋が国の登録有形文化財に登録され、庭園、表門、塀が大野町指定史跡に指定されている。

## 概要
江戸時代に大野郡相羽村の庄屋や段木御用の土場船方取締をつとめ、明治時代には戸長をつとめ、会社を経営していた大地主の岡田家の住宅である。この地域の有力者の岡田家は2軒あり、「北岡田家」と「南岡田家」と称された。ここで記述するのは「北岡田家」の住宅である。
敷地面積は3,882.6平方メートル。庭園、主屋、離れ、米蔵、道具蔵、納屋等で構成されている。5代当主の岡田善麿（1874年生まれ。1928年時点では農家、谷汲鉄道取締役）が建てた邸宅である。
年に数回一般公開、特別公開が行われている。

## 建物概要

### 主屋
国の登録有形文化財。2012年（平成24年）8月13日登録。1916年（大正5年）竣工の切妻造瓦葺2階立の建物。正面東寄りに来客用の玄関として、入母屋造の式台玄関があるのが特徴。建築面積は432平方メートル。

### 離れ
国の登録有形文化財。2018年（平成30年）11月2日登録。明治前期（1891年の濃尾地震以前）に竣工。主屋西側に接続する切妻造桟瓦葺の建物。建築面積は90平方メートル。

### 米蔵
国の登録有形文化財。2018年（平成30年）11月2日登録。1905年（明治38年）竣工の切妻造桟瓦葺2階建の土蔵。1897年（明治29年）に西濃地区を襲った洪水を教訓として、玉石積の石垣の上に築かれている。建築面積は83平方メートル。

### 道具蔵
国の登録有形文化財。2018年（平成30年）11月2日登録。1904年（明治37年）竣工の切妻造桟瓦葺2階建の土蔵。1934年（昭和9年）増築。長い蔵であるが、実際は2つの蔵（東蔵、西蔵）を一体化した屋根にした蔵である。建築面積は137平方メートル。

### 東納屋
国の登録有形文化財。2018年（平成30年）11月2日登録。大正時代後期竣工の切妻造瓦葺2階建の納屋。中は馬屋、大工部屋、味噌部屋、薪部屋となっている。建築面積は116平方メートル。

### 北納屋
国の登録有形文化財。2018年（平成30年）11月2日登録。1928年（昭和3年）竣工の切妻造瓦葺2階建の納屋。中は穀物部屋、漬物部屋、馬屋となっている。建築面積は98平方メートル。

### 表門
大野町指定史跡。2003年（平成15年）10月20日指定。1909年（明治42年）竣工の瓦葺の槻造門。

### 塀
大野町指定史跡。2003年（平成15年）10月20日指定。1912年（明治45年）着工し、1914年（大正3年）に完成した塀。玉石垣と松・栗を基材とする瓦葺の板塀、ブロック積の塀、舟板貼の塀があり、大野町史跡のものは瓦葺の板塀のみである。

### 庭園
大野町指定史跡。2003年（平成15年）10月20日指定。1911年（明治44年）着工し、1913年（大正2年）に完成した庭園。広さは約1300平方メートル。池、築山、滝などを設置し、数百の庭石、梅、桜、灯台躑躅などの約150本の樹木、16基の石燈籠が配されている。

## 利用案内
- 所在地：岐阜県揖斐郡大野町大字相羽字村通282
- 開館時間：10:00 - 16:00
- 開館日：年に数回（主に土日）の一般公開、特別公開

## 交通アクセス

### 公共交通機関
- 岐阜バス大野忠節線、真正大縄場線「相羽」バス停下車、徒歩約12分

## 周辺施設
- 八幡神社
- 大野町立東小学校